# Dénes László (zenetanár)
Dénes László (Budapest, 1935. október 24. –) magyar hegedűtanár, a Zeneakadémia nyugalmazott tanszékvezető főiskolai docense.

## Életpályája
1946–1950 között a Nemzeti Zenede diákja volt Rados Dezső irányításával. 1950–1954 között E. Rozgonyi Ágnes tanította. 1954–1957 között a Bartók Béla Zeneművészeti Szakiskola Tanárképzőjében Zipernovszky Mária oktatta. 1959-ben szerzett diplomát hegedű és szolfézs szakon. 1958–1969 között a Fővárosi Zeneiskola Szervezet, majd 1969-től a Fővárosi VI. kerületi Állami Zeneiskola (ma Tóth Aladár Zeneiskola) gyakorló iskolai vezető tanára volt. 1972-től a Bartók Béla Zeneművészeti Szakközépiskola hegedű tanszakán tanított. 1973-tól a Liszt Ferenc Zeneművészeti Főiskola ZTI Budapesti Tagozatának lett a hegedű módszertan tanára és tanszékvezetője. 1993-tól a főiskola docense, és a vonós tanszék vezetője volt. 2003-ban Oláh Vilmos kezdeményezésére róla nevezték el a Bankokban alapított magyar tantervű iskolát, a Dénes International Music Academy-t.

## Művei
- A lapról-olvasás tehetsége, kialakítása és alapvető technikája (1959)
- Az új hegedűiskola módszertani ismertetése (1966)
- Jegyzetek a Hegedűiskola 3-4. kötetéhez (1971)
- Dalos játékok és mozgásgyakorlatok. Példatár a zeneiskolai hegedű előkészítő osztály számára (Hevesi Judittal és Marosfalvi Imrével, 1987)
- Iskoláink, etűdkiadványaink néhány metodikai, didaktikai vonatkozásáról (1990)

## Díjai
- A Magyar Köztársasági Érdemrend lovagkeresztje (2009)